# آتوسا قلمفرسایی
آتوسا قلمفرسایی (۱۲ مرداد ۱۳۴۹ در تهران) طراح صحنه و لباس سینما اهل ایران است.

## جایزه‌ها
برنده سیمرغ بلورین بهترین طراحی لباس در بیست و هفتمین دوره جشنواره فیلم فجر برای فیلم وقتی همه خوابیم
نامزد دریافت سیمرغ بلورین بهترین طراحی صحنه و لباس در بیست و هفتمین دوره جشنواره فیلم فجر برای فیلم صداها
برنده تندیس بهترین طراحی صحنه از پانزدهمین دوره جشن خانه سینما برای فیلم اینجا بدون من
قلمفرسایی در جشنواره سی و یکم برای طراحی صحنه و لباس حوض نقاشی ساخته (مازیار میری) سیمرغ بلورین گرفت.
برنده تندیس بهترین طراحی لباس در سی و یکمین دوره جشنواره بین‌المللی تئاتر فجر برای نمایش هملت

## فیلم‌شناسی

### طراح صحنه و لباس
قصیده گاو سفید (۱۳۹۸)
1. در سکوت (۱۳۹۴)
2. نزدیکتر (۱۳۹۳)
3. زندگی جای دیگری است (۱۳۹۲)
4. حوض نقاشی (۱۳۹۱)
5. اینجا بدون من (۱۳۸۹)
6. سعادت‌آباد (۱۳۸۹)
7. ورود آقایان ممنوع (۱۳۸۹)
8. کیفر (۱۳۸۸)
9. پسر آدم، دختر حوا (۱۳۸۷)
10. زندگی با چشمان بسته (۱۳۸۷)
11. وقتی همه خوابیم (۱۳۸۷ فقط طراح لباس)
12. صداها (۱۳۸۷)
13. کارناوال مرگ (۱۳۸۷)
14. زن‌ها فرشته‌اند (۱۳۸۶)
15. کلاغ پر (۱۳۸۶)
16. هر شب تنهایی (۱۳۸۶)
17. سنگ، کاغذ، قیچی (۱۳۸۵)
18. محاکمه (۱۳۸۵)
19. مجردها (۱۳۸۳)
20. هم‌نفس (۱۳۸۲)
21. آبی (۱۳۷۹)

## تئاتر

### طراح صحنه و لباس
1. پرتقالهای کال (۱۳۹۵)
2. خدای کشتار (۱۳۹۵)
3. برنارد مرده‌است (۱۳۹۴)
4. بر پهنه دریا (۱۳۹۳)
5. پسران آفتاب (۱۳۹۲ فقط طراح لباس)
6. خانه سربی (۱۳۹۲ فقط طراح لباس)
7. سنگها در جیبهایش (۱۳۹۲)
8. باغبان مرگ (۱۳۹۲ فقط طراح لباس)
9. تن‌تن و راز قصر مونداس (۱۳۹۱ فقط طراح لباس)
10. هملت (۱۳۹۱ فقط طراح لباس)
11. گلن گری گلن راس (۱۳۹۰)
12. هنر (۱۳۸۰)